# 密歇根模型
密歇根模型（英語：Michigan model）是一种研究选民行为方式的社会学理论模型，由密歇根大学的安格斯·坎贝尔、菲利普·康弗斯和沃伦·米勒等人于1960年在著作《The American Voter》中提出。

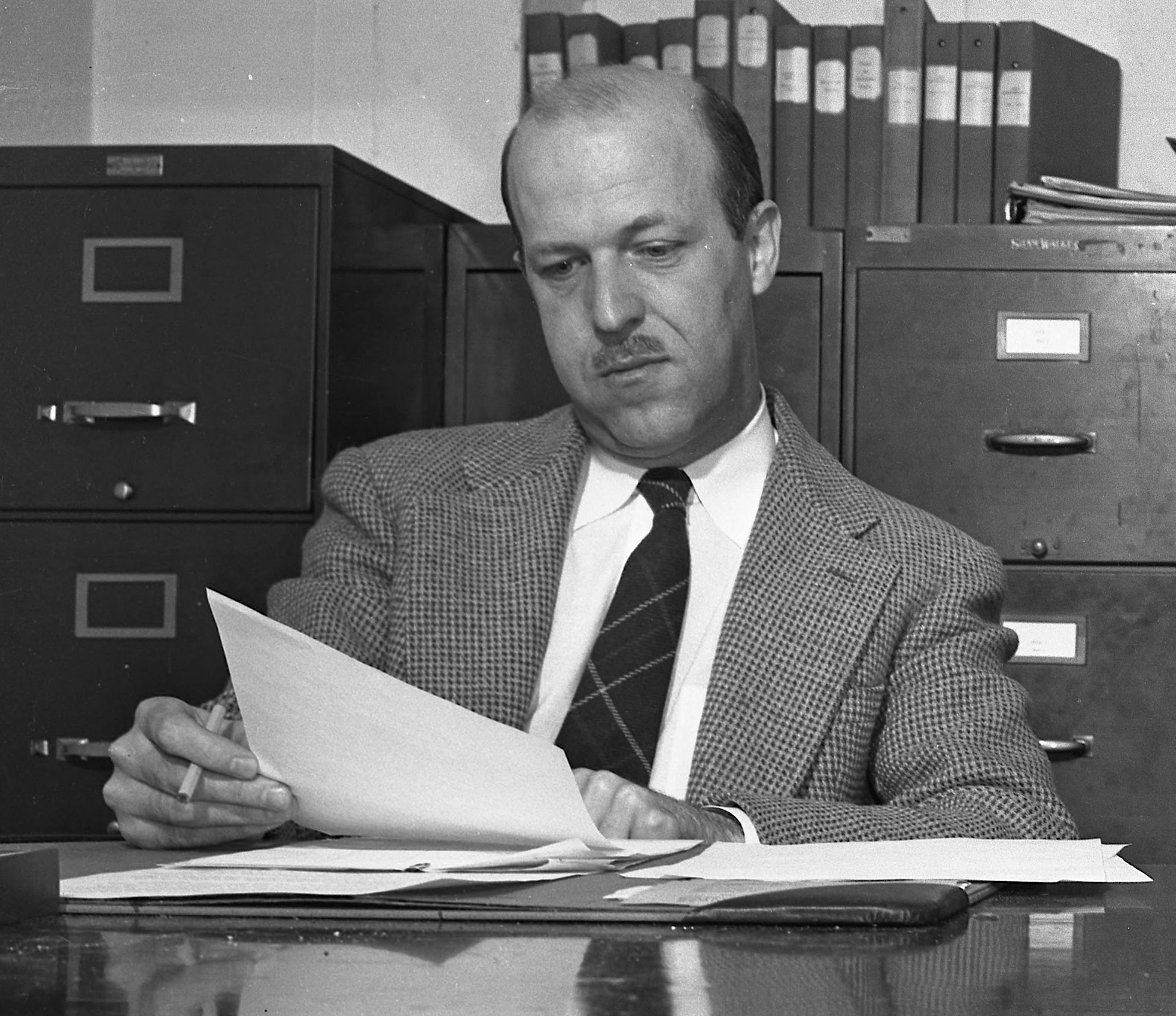
密歇根模型的提出者之一安格斯·坎贝尔的摄像，于1948年在密歇根大学拍摄

密歇根模型强调选民在投票时会既受长期因素党派认同的影响，也会因为个人层面因素如候选人形象和突发事件而做出改变。密歇根模型认为，选民往往情感优先于认知，选民在选举投票开始之前就已形成稳定的投票倾向。

## 因素

### 党派认同
密歇根模型认为选民对党派的认同是是长期且稳定的心理归属，能够主动或被动地将个人立场与政党主张趋同。选民对党派的立场的认同倾向多为早在童年时期对家庭和社会环境的认知就以形成。随着年龄和政治参与经验的累积，选民对党派认同强度会逐渐加强，从而形成稳定的党派认同。选民的党派认同高度稳定，并能跨越选举周期延续，是预测选民个体投票决定的重要指标。在没有强大的短期因素干扰时，选民通常会将票投给与其党派认同一致的候选人。

### 短期因素
密歇根模型认为短期因素具有动态性，可能导致选民暂时偏离其长期党派倾向而做出非常规的投票决策，如对议题的立场和对候选人的印象和评价等。但短期因素由于认知滤镜效应的存在，选民最终会通过调整议题立场以重新匹配党派认同。